# Мачковац (Градишка)
Мачковац је насељено мјесто на подручју града Градишка, Република Српска, БиХ. Према попису становништва из 1991. у насељу је живио 471 становник. Према попису из 2013. у насељу је живјело 266 становника.

## Географија
Село Мачковац припада територији Града Градишка и налази се источно од Градишке које се протеже уз обалу ријеке Саве.

## Историја
Нема много података о самом мјесту, али се спомиње у 19. вијеку током пописа становништва за вријеме Аустроугарског царства.

## Становништво
Према попису становништва из 1991. године, мјесто је имало 476 становника. Из 2013. уписано је 250 становника, гдје већинско становништво чине Срби.
| Демографија | Демографија | Демографија |
| Година      | Становника  | Становника  |
| ----------- | ----------- | ----------- |
| 1961.       | 721         |             |
| 1971.       | 533         |             |
| 1981.       | 453         |             |
| 1991.       | 471         |             |
| 2013.       | 266         |             |